# Thomas von dem Knesebeck (1594–1658)
Thomas Freiherr von dem Knesebeck (* 27. März 1594 in Tylsen; † 1. Februar 1658 in Cölln (Spree)) war ein brandenburgischer Staatsmann. 

## Leben

### Herkunft und Familie
Thomas war Angehöriger des altmärkischen Adelsgeschlechts von dem Knesebeck. Seine Eltern waren der brandenburgische Staatsmann Thomas von dem Knesebeck (1559–1625) und Emerentia, geborene von Alvensleben. Seine Brüder sind Hempo (1595–1656) und Levin (1597–1638).

### Werdegang
Knesebeck studierte in Helmstedt (1607), Frankfurt (Oder) (1608), Wittenberg (1612), Marburg (1612–1615) und noch einmal in Heidelberg (1615–1616). In den Jahren 1616 bis 1618 unternahm er mit seinen Brüdern eine Kavalierstour nach Genf, durch Italien, Frankreich, England und in die Niederlande. Er war dann von 1618 bis 1651 Kammergerichtsrat. 1626 übernahm er vom Vater die Stellung des Landeshauptmanns und Landeskommissars der Altmark. Er avancierte 1646 zum Direktor der kurmärkischen Amtskammer in Cölln an der Spree und war von 1646 bis 1658 kurbrandenburgischer Geheimer Rat. Als Der Emsige wurde er 1649 in die Fruchtbringende Gesellschaft aufgenommen. Seit 1651 war er stellvertretender Kammergerichtsdirektor. Während seiner Laufbahn wurde er mehrfach auf diplomatische Missionen nach Ungarn, Livland, Stockholm und Flensburg entsandt. Knesebeck hing seit 1613 dem reformierten Bekenntnis an und wurde am 16. Juni 1658 in Tylsen begraben.